# Zoek mijn vrienden
Zoek mijn vrienden (Engels: Find My Friends) is een toepassing voor het bepalen van de positie van een mobiele telefoon (mobile phone tracking). De app is door Apple ontwikkeld en verscheen voor het eerst op 12 oktober 2011, vlak voor de introductie van iOS 5.

## Gebruik
Met de app kan een gebruiker de GPS-locatie van een vertrouwde persoon bekijken, zoals vrienden, familie, kinderen of werknemers. Deze vriend moet ook in het bezit zijn van een mobiel Apple-apparaat met de software. Gebruikers kunnen hun locatie delen met maximaal 100 personen naar keuze, die daarna is te zien in een lijst of kaart in de app of op iCloud.com. De locatie wordt bepaald via locatiedeling binnen iOS.
Vanaf iOS 9 is de app gebundeld met het besturingsysteem. Gebruikers met iOS 8 kunnen de software downloaden uit de App store. Zoek mijn vrienden wordt ondersteund voor de iPhone, iPod Touch en iPad.